# ウィッチブレイド (アニメ)
『ウィッチブレイド』（Witchblade）は、1995年から執筆されているアメリカ・トップ・カウ・プロダクションのマイケル・ターナー (Michael Turner)原作によるアメリカン・コミックス作品『ウィッチブレイド』を原作としたアニメシリーズである。2006年にGONZOにより全24話が制作され、地上波では中部日本放送（現・CBCテレビ）およびTBSで放送された。DVD全8巻にまとめられたパッケージ版が発売され、2008年にはDVD-BOX版が発売された。また、『チャンピオンRED』にて漫画版『ウィッチブレイド丈琉』（ウィッチブレイドたける）が連載された。徳間書店からは小説版『ウィッチブレイドLOST GENERATION〜碧の少女〜』が発売されている。

## 概要
原作『ウィッチブレイド』における武器としての“ウィッチブレイド”の基本設定のみを用いた、ほぼ完全なオリジナル作品となっており、ウィッチブレイド装着者を始めほとんどの登場キャラクターは日本人である。
アニメの絵柄は日本アニメファンの感性に沿った、セクシーでありつつもかわいらしさを併せ持ったものになっている。また、本作におけるウィッチブレイドのデザインは当初原作にならい、脚部や腰部などの露出が多いものであったが、諸般の事情により、テレビ放送版では大幅に露出を減らしつつもキャラクターの魅力が損なわれないように配慮したデザインに改められた。
DVD版では、“オリジナル解禁版”と称し、ウィッチブレイドのデザインも当初デザイン通りになったほか、TV放送版では諸般の事情で修正されてしまった一部のシーン（雅音が警官を殴り倒すシーンや、アイウエポンから銃撃を受けるシーン、銭湯の湯気、雅音の腰にまいたタオル、斗沢の手）などが修正され、作画クオリティが大幅に向上したバージョン作品が収録されている。
2008年2月よりAT-Xにて“オリジナル解禁版”が放送された。
CBCにとって本作は『砂ぼうず』以来1年ぶりに製作委員会に加わった深夜アニメとなる。他のTBS系列局が参加しない、CBC単独で製作委員会に加わった作品としては『最終兵器彼女』以来4年ぶりである。CBC制作の深夜アニメがTBSに逆ネットされるのは、この作品がTBS系列局制作深夜アニメとしても史上初となる（これまで関東圏では全て独立U局で放送。また同時期に制作された『RAY THE ANIMATION』は関東地区では、tvkおよびとちぎテレビでの放送となっている。同系列局の毎日放送(MBS)も『フォーチュン・クエストL』（この作品のみ関東圏ではテレビ東京でネット）以外は同様であったが、2006年10月より開始の『コードギアス 反逆のルルーシュ』でCBCに次いでTBSへの逆ネットを果たした）。
本作は元来16：9のハイビジョンサイズ（ビスタサイズ）で制作されているが、他のTBS系列で放送中の（ビスタサイズで制作された）アニメ作品同様、本放送時は左右をカットして4：3サイズで放送していた（地上デジタル放送でも左右はカットされたまま）。AT-Xでの初回放映分でも同様であったが、2度目の放映の際は「オリジナル解禁版」と称して額縁放送とは言え、初めて16:9サイズで放映された。TBS系列で放送されたGONZO制作アニメでは『BLACK CAT』が同様の放送形態であったが、こちらはBS-iでの放送時にはオリジナルの16：9で放送されていた。本作はBS-iでは未放送。（ネット配信サービス・GYAO!にて期間限定で第1話・第2話のみ先行配信された）。
地上波放送版はGyaOにて2006年7月2日から7月16日にかけて第1話から第12話、10月19日から11月2日にかけて第13話から最終話が配信された。この時はスペシャルプログラム扱いであったが、12月13日からレギュラープログラムとして再配信された（毎週2話ずつ更新、ビスタサイズでの配信）。また、2007年3月8日からはフレッツ・スクウェア（NTT東日本エリアのみ）でも配信開始されている（毎週4話ずつ更新）。
2017年4月26日には放送開始10周年を記念して、全24話を収録した「Anniversary Blu-ray」が発売された。また、これに合わせて2017年2月22日及び3月1日ニコニコ生放送において、振り返り一挙放送として各日12話ずつ配信された。

## あらすじ
古（いにしえ）より女性にしか扱えない最強の武器の伝説があった。その名は“ウィッチブレイド”。闘うこと、ただそれのみを求めるソレは意思を持って装着する女を選び、選ばれた女は、ある者は女傑と讃えられ、またある者はソレの命ずるまま、肉体が壊れるまで戦い、滅んでいったという。
近未来の東京。6年前、この街は“大震災”と呼ばれる災厄により壊滅的なダメージを受けたが、人々はようやく立ち直り、復興への歩みを始めていた。そんな街に今、1組の母娘─雅音と梨穂子─が船でやってくる。2人は新たな生活をするために東京を訪れた。だが、児童福祉庁の職員は即座に母娘を捕捉。娘である梨穂子だけを“法律改正による措置”と称して引き離そうとする。母娘の抵抗も空しく、遂に職員に拘束され、車で連れ去られていく梨穂子。雅音は娘の危機に激し、思わず傍のパトカーを奪って職員の車を追うが、慣れない運転でパトカーは横転し大破し奪還失敗。更にパトカー窃盗損壊の罪を問われ警察に収監されてしまった。留置場の中で、絶望の淵にたたずむ雅音。突如留置場に破壊音が響き、瓦礫と煙の中から“怪物”と呼ぶしかない物体が現れ、雅音に襲いかかる。絶体絶命の危機に陥る雅音！その時、彼女の腕のタトゥーが怪物に呼応する様に突如光を放ち、全身を覆う。そして彼女もまた、全身が武器と化した、異形の“モノ”に変容を遂げた。
このタトゥーこそ、6年前から彼女の体内に棲み付き、覚醒の時をうかがっていた最強の武器“ウィッチブレイド”だったのだ。雅音は怪物を一閃のもとに斬り捨て、留置場から脱獄。だが、闘いの気配が消えたからか、それとも何者かが発射した麻酔弾の為か、雅音は元の体に戻り、崩れ落ちるかのように気絶し、倒れてしまう。だが消えゆく意識の中でも、愛する梨穂子を守りぬきたいという強い想いだけは彼女から失われることは無かった。
今ここに、最強の戦士となった母の、過酷な運命の闘いが始まる。

## 登場人物

### 天羽母娘
天羽雅音（あまは まさね）
声 - 能登麻美子
本作の主人公。年齢23歳、身長165cm。血液型はO型(Rh+)。オリジナルウィッチブレイドの装着者（適合者）。単純明快な性格で喧嘩っ早く子供っぽい一面もある。身だしなみや振る舞いに無頓着な悪癖もあり、めったなことでは気にしないため、鷹山からは山猿呼ばわりされている。
容姿は美人で、茶色の短髪にバスト98cm・ウエスト59cm・ヒップ90cmの“ナイスバディ”を誇り、モデル並みと言っていいほど。その巨乳から同じビルの住人の斗沢らに名前をもじり「マサムネ」なるあだ名を付けられる。設定上の名前の由来は刀工の正宗から。
本編の6年前に東京を襲った大震災以前の記憶を失っており、震災遭遇時に携帯していた母子手帳から娘と見なされた赤ん坊の梨穂子を今まで育てきた。あらゆる物事で一つだけ欠ける（足りない・空いている）ことを嫌うジンクスを持つ。地方にある児童福祉庁の母子寮に住んでいたが、期間満了により東京へ引っ越してきたところから物語が始まる。
力に目覚めた後はウィッチブレイドの宿命として自身がいずれ滅ぶことを自覚しつつ、溺愛する梨穂子へ財産だけでも残そうと便利屋稼業を開き、導示重工の鷹山の管轄部署、特殊機局と下請け契約を結ぶ。以後は彼からエクスコン回収協力の報酬を得るため、日々夜の街へ狩りへと出かけ、さらには自身を捕らえようと目論む“ネオジーン”とも戦う。
右手首にブレスレット状のウィッチブレイドを装着しており、第1話にて南阿佐ヶ谷留置場でエクスコンと遭遇したことにより覚醒。発動時には全身に黒い生体装甲を纏い、赤い長髪に加えて目の色も変化する。伸縮自在な右手のブレードと触手状に展開する髪により攻撃する。パワーアップ後は装甲は赤く、髪色は白くなり、右手の手甲部分にしかなかったブレードが左手にも出現している。変身状態では好戦的となり口調も妖艶になっている。変身してエクスコンやネオジーンと戦う姿を斗沢に目撃されたことをきっかけに、最終的には梨穂子など徐々に周囲の人物たちに知られてしまう。
娘の梨穂子と血縁関係が無いことが後に蘇峰玲奈による児童福祉庁への申し出とDNA鑑定の裏付けにより判明し、この事実に抗いながらも梨穂子の真の幸せを考えた末、わざと梨穂子を突き放すような態度をとって生みの親である玲奈に自ら引き渡し、一時的に二人は別れてしまうが玲奈の死により二人が再会した後も梨穂子への愛情は変わることはなかった。
鷹山とは初めは単なる仕事上のパートナーとして接していたが、協力関係が続くうちにそれまで毅然とした態度で彼女と接していた鷹山の人間臭さを垣間見たことや、梨穂子が実の母親である玲奈に引き取られてしまったショックで精神的に落ち込んでいる時に心の支えとなってくれたことから鷹山を愛するようになり、それを薄々と感じていた梨穂子らの後押しもあって彼の別荘へ赴き、一夜をともに過ごした。
ウィッチブレイドに選ばれたのは、震災の発生時に真の適合者である梨穂子が居た震源地・ナルポイントに偶然居合わせ生き残っていたこと、当時梨穂子がウィッチブレイドの装着に耐えられない乳児であったために彼女が成長するまでの代わりとなったためである。鷹山抹殺を狙う八木の襲来を受けた際、生命の危機に瀕したことによりさらなる力が覚醒し進化体へパワーアップすると同時に肉体の崩壊が始まってしまう。
和銅と西田の共謀により都内に放たれた無数のIUウェポンとの度重なる戦闘で死期を悟った雅音は鷹山や奈月ビルの人々、そして梨穂子に別れを告げた後に最後の食事をとるが、身体への限界を越えたダメージにより味覚を失っていたにも関わらず、いつものように梨穂子の料理を褒め称えた。自身が死亡してもウィッチブレイドだけは残ってしまうため、自分の死後に梨穂子に装着されることを阻止するべく、最期はウィッチブレイド奪取に現れたまりあ・あおいを死闘の末引導を渡し、東京タワーでの戦闘に引き寄せられたアイウェポンを道連れに、オリジナルウイッチブレイドもろとも光の粒子となって四散した。
導示重工の調査によって本名が「大原寧夏（おおはら やすか）」であること、彼女の両親を含めた家族関係の一切が不明で17歳までは孤児院におり、東京旅行中にナルポイント付近で大震災に遭遇して記憶を失ったことが判明した。
天羽梨穂子（あまは りほこ）
声 - 神田朱未
愛称はリコ。年齢6歳。血液型はA型(Rh+)。大震災の直後、雅音と共に保護された。天真爛漫な性格だが、拘留された雅音を探すべく児童福祉庁の保護下から脱走して、拘置所に乗り込もうとするなど大胆な面もある。
幼いながらも、雅音に代わり家事のほとんどを行う。特に料理が得意で、その腕は飲食業を営む住居のオーナーのマリ子と張り合うほど。
母の雅音を深く慕っているが、実際には血縁関係は無く、実の両親は導示重工の鷹山と、ナソエフの玲奈。後にDNA検査の結果を携えた玲奈に一度引き取られた際に激しく抵抗したが、雅音の発言により自分が雅音と生活することが許されないと子供ながら理解し、一時期玲奈と生活を共にする。玲奈が死亡したのち、再び雅音の元へ戻ることを熱望し、再び母娘となった。
雅音の恋愛関係について大いに興味関心があり、導示重工のスキャンダル後、行方をくらました鷹山の居所が分かるや否や鷹山に想いを伝えるよう彼女と口論になるほど強弁するなど、二人の仲を取り持つようなませた面を見せた。また、その後雅音によってセッティングされた父娘の「デート」では終始緊張して強張る鷹山に動揺しながらも父として優しく接した。
雅音の仕事について、彼女がひた隠しにしていたため便利屋として「悪党をやっつけている」程度の認識しか無かったが、雅音との同行時にIUウェポンによる襲撃を受けて彼女が異形に変身して戦う姿を見るも、「ママはママでしょ」と臆することなく抱擁を交わした。
自らの死を悟った雅音に別れを告げられ、奈月ビルの人々とともに避難するよう伝えられるが、雅音の危機をテレビニュースで知った梨穂子はかつて誓った待ち合わせ場所である東京タワーを目指し、アイウェポンの闊歩する戦闘地帯へ単身で赴き、合流した鷹山とともに母の最期を目の当たりにした。
本来は梨穂子こそウィッチブレイドの真の適合者であり、劇中の登場人物では最も適合値が高いことを仄めかされている。が、適合者の肉体を蝕むウィッチブレイドを継がせまいとした、雅音の命を賭した行動によって装着は阻止された。
梨穂子の持つポシェットや、雅音と撮ったプリクラには、なめこちゃんなる謎のオレンジ色のキャラクターが描かれている。

### 導示重工
巨大な企業間組織である導示グループの主力を担う兵器関連企業。本社は品川埠頭に所在。世界でもトップ10に入る多国籍企業とされている。ウィッチブレイドを所有していたが、震災時の混乱で紛失。同時に逃亡した兵器「アイウェポン」の欠陥品である「エクスコン」の後始末に追われている。
鷹山澪士（たかやま れいじ）
声 - 小山力也
年齢45歳。導示重工特殊機局の局長。幼少期に母親を亡くし、多忙な父親に構われることもなかったために孤独な子供時代を送る。ウィッチブレイド装着者である雅音に接触を図り、協力という形で確保することに成功する。
『戦争の悲劇は兵器ではなく、それを使う人間のが原因』という信念を持ち、「アイウェポンを投入することによって戦争の早期終結、または未然に防ぐ抑止力となる」という持論から兵器販売を行っている。ビジネスマンとしての力量は高く、人格的にも幾十人もの部下に慕われているほど。
雅音のことは当初ウィッチブレイドの装着者として導示の所有物という認識でしかなかったが、関わりを持つうちに、彼女に惹かれていく。過去にナソエフの玲奈と一度関係を持ったが、彼女がウィッチブレイドを持ち去り失踪。その時点で彼女への想いに区切りを付けた。なおその時にできたのが梨穂子であり、後に自分の子であると認識しつつも、父親としての接し方がわからず距離を置いていたが、雅音の計らいで仲良くなることができた。
大学時代から不仲であった取締役の和銅の策略により一連の猟奇事件が特殊機局とアイウェポンにより引き起こされたものとする欺瞞情報をマスコミや警察にリークされ、世論を巻き込んだ大事件となったため、導示重工を引責退職。退職後、表舞台から姿を消して自らの別荘に籠り傷心のまま荒れた生活を送っていたが、予期せぬ雅音の訪問により彼女に気を許し想いを吐露した。その後、ウィッチブレイドのパワーアップによる雅音の肉体崩壊の進行を知った鷹山は彼女と梨穂子を家族として守り抜く決意をする。
ウィッチブレイドの覚醒に呼応してアイウェポンが雅音を狙って暴走を始めたことが判明すると過度の戦闘による雅音の肉体崩壊を予見し、導示重工のラボへ戻って雅音を救う手立てを模索する活躍を見せた。引責後も彼を慕う部下と共に暴走の恐れがある格納庫内のアイウェポンをすべて無力化させることに成功するが、海外へ輸出されたはずのアイウェポン数千体が和銅の不手際により暴走し東京に集結しつつあるとの知らせを受け、自ら迎撃作戦を指揮した。作戦の最中、梨穂子からの電話により彼女が戦闘地帯に一人でいることに気づき、彼女を保護した鷹山は東京タワーの頂点で光となって消滅する雅音の姿を梨穂子とともに見届けた。
瀬川弘樹（せがわ ひろき）
声 - 鈴村健一
年齢24歳。鷹山の秘書。多忙な局長に成り代わって雅音母娘と接することが多い。看護師の資格を持っており、負傷した雅音に応急処置を施したことも。潔癖症の気があるのか、しきりにハンカチで埃を払ったり拭いたりしている。
秘書としては優秀であるが「強い者が好きである」と公言して憚らず、自分の処遇へ有利な方を躊躇なく選ぶという節操のない面がある。性格的にも意外と皮肉屋な面があり、時折発する言葉は冷酷で辛辣なものも多い。
鷹山は彼のそんな性格を理解しつつ用い続けた。和銅の策略により鷹山が引責退職した後も、何食わぬ顔で和銅の元で秘書を続ける。しかし、和銅が失脚し会社の存続自体も危うくなったと悟ると、首都に迫り来る暴走したアイウェポンから市民と雅音親子を守るため、潔く鷹山と回収班に協力する一面を見せた。
和銅将也（わどう まさや）
声 - 中多和宏
導示重工バイオ局局長にして取締役の一人。年齢48歳。鷹山とは同じ大学出身で先輩に当たり、在学時は共にボート部所属だった。気が短いだけでなく、自尊心が高いために自らのプライドが傷つけられると理不尽に激昂する。執念深い性格でもあり、大学時代のあだ名は靴に着いたガム。
鷹山とその部署をライバル視している。彼の失脚を執拗に狙い、自らの管轄部署バイオ局内に、ウィッチブレイドの量産化を目的とした『ウィッチブレイド・プロジェクト』なる研究チームを発足させ、内通していたナソエフの西田から手に入れたクローンブレイドなどに関する情報を元にアルティメットブレイドを開発する。が、破壊力のみを重視したそれは戦場のニーズに合わず、加えて鷹山の先手を打ったアイウェポンの販売活動によりまったく売れず、商業的には失敗に終わってしまい、逆に社内での立場を失う。
それらの失敗から鷹山を逆恨みし、アルティメットブレイドを秘書の八木に無理矢理装着させ猟奇殺人を起こさせ、同時に特殊機局の機密を警察・報道へリークして導示重工への強制捜査という危機を招き、鷹山を引責退職へと追い込んだ。その後、ウィッチブレイドの研究開発をそのまま引き継ぐ。
しかし、鷹山の地位に取って代わったにもかかわらず、いつか「鷹山が再び這い上がってきて自分を追い落とすのではないか」という恐怖心に取り付かれ、八木に鷹山の暗殺を命じた。
結局、鷹山退職後の導示重工に貢献する事ができず、海外へ販売したアイウェポンに暴走の恐れがあるという欠陥があるとの報告を受けた後も何ら対応を取らなかったために、終盤において雅音のウィッチブレイド覚醒に反応して暴走を始めた大量のアイウェポンによる東京強襲を招くなど、逆に自分の無思慮な計画のために導示を窮地に陥れてしまった。最後は自ら追い落とした鷹山を頼ろうとするも「とても時間が足りない、無理だ」と言われ、蓄積したプレッシャーなどから精神が崩壊。その場に崩れ落ちるように座り、かつて同じ大学のボート部にいた頃の鷹山との思い出をブツブツと呟き続けるだけの、再起不能のノイローゼになってしまった。
八木（やぎ）
声 - 長谷川歩
和銅の秘書。真面目だが気弱でおとなしい気質。和銅にことあるごとに八つ当たりされており、鬱憤のはけ口にされている。
鷹山の抹殺を目論む和銅の算段により強制的にアルティメットブレイドを装着させられ、自我を失い暴走。街中で殺戮行為を行うようになってしまった。和銅の命令で鷹山を暗殺しようとするが、偶然鷹山の傍にいた雅音に返り討ちにされ消滅した。

### NSWF（ナソエフ）
国家科学福祉財団（National Scientific Welfare Foundation）、通称「ナソエフ」。科学による人類の幸福と発展を目的とする国際的福祉財団であり、国内では西葛西に本部を置くほか、世界各国に支部を有する。現指導者はファーザーこと古水達興。国政にも大きな影響力を有しており、行政機関である児童福祉庁の発足に大きく寄与している。裏ではバイオ技術によってウィッチブレイドのコピーであるクローンブレイドを作成しており、同じく遺伝子操作によって人工的にウィッチブレイドの適合者「ネオジーン」を作り出している。なお児童福祉庁もネオジーンの素体を選ぶ隠れ蓑にしているとの噂もある。
古水達興（ふるみず たつおき） / ファーザー
声 - 小川真司
ナソエフ現理事長。周りからはファーザーと、尊敬と親しみを込めて呼ばれている。表向きは理知的で温厚な表情を見せているが、大震災以前よりウィッチブレイドを我が物にせんと欲し、玲奈を筆頭とするネオジーンたちにウィッチブレイド奪取を命じる。
故人である父親を「あらゆる面で完全な人間だった」として尊敬しているが、生まれつき生殖能力が不全であるため、自身を不完全と称し、そのように産んだ母親のことは恨んでいる。自身の遺伝子を使ってのネオジーンの開発と、さらなる近親交配による悍ましい研究を続けており、自らの細胞を組み込んだネオ・ジーンを母体（完全なる母親）とし、そこから生まれる子供を自分と同一存在と見なし、生殖能力のある「完全なる自分」を創造しようと画策している。ゆえに、ネオジーン達も道具としか見ていない。
しかし、自分の遺伝子しか使っていないため既に研究は行き詰まっており、それを不満に感じた研究員の西田に見限られる。新世代ネオジーンのまりあの裏切りによって身体を貫かれた際に、悲願であった完全なる母体が出現したことに息絶え絶えながら歓喜するが、かなり前から「（ネオジーンに）ファーザーの遺伝子を使用していない」ことを告げられると一転して錯乱。試験管内の遺伝子を飲み込みながら泣き喚き、そのままとどめを刺されて殺害された。なお、古水の死因は西田の根回しにより爆発事故として隠蔽工作された。
蘇峰玲奈（そほう れいな）
声 - 園崎未恵
年齢34歳。身長165cm。体重48kg。血液型はA型。スリーサイズはバスト85cm、ウエスト54cm、ヒップ84cm。
遺伝子を操作されたネオジーンの第一世代の一人であり、特に能力が高いことからレディと呼ばれる。表向きはナソエフ隷下の古水記念病院で法医学者として職務をこなす。ファーザーよりウィッチブレイドの奪取を命じられ、雅音と対峙する。
普段から人間的な感情を露わにせず、自己を含めて常に周りを客観的に観察・記録しており、ゆえに愛や母性を無意識に感じるものの「理解不能な感情」として捉えていた。
大震災以前に鷹山とウィッチブレイドの共同研究を行っていた頃、彼に「理解不能な感情」を抱いたことで関係を持ち、子供を身ごもる。その後ナソエフの任務を果たすためウィッチブレイドを持ち去り逃亡。逃亡中に自然分娩で女児を出産するが、大震災発生時に離れ離れになってしまう。以後はナソエフに復職しつつ、子供を捜していた。
なお、ネオジーンとしてはウイッチブレイドとの適合値が非常に高く、「唯一ウィッチブレイドに選ばれた正式な適合者」と目されていたが、その原因は「真の適合者である、梨穂子を妊娠中だったため」であった。実際にオリジナルウィッチブレイドを装着することはなく、また出産後は数値が下がり、適合者ではなくなっている。
その後、街で出会った梨穂子を娘であると直感し、DNA鑑定で梨穂子の実の母親であることを証明した後、雅音から梨穂子を引き取り、共同生活を始めた。すべてマニュアルじみた一般常識に沿っただけの生活だったが、それまで感じたことの無かった感情が芽生え始めていた。しかしそれも束の間、遺伝子上の娘に当たる新世代ネオジーンのまりあとの戦闘で敗北し、梨穂子の身を雅音に託し死亡した。
鷹山には「恋心」、梨穂子には「母性」を感じていたと思われる。死亡後の表情からもそれがうかがえる。
まりあ
声 - 水樹奈々
第二世代のネオジーンの中でも最も優れた存在。ファーザーのことを「お爺様」と呼ぶ。投げ縄にも似た輪っか状のアホ毛と、正面から見て左が赤、右が青く染まったツインテール、前髪はブロンドという特異なヘアスタイル特徴。肉体年齢16歳であるが、実際は誕生から5年程度しか経っていない。
能力の高さからファーザーからも目をかけられていたが、精神年齢は幼く、わがままで非常識。訓練中に練習相手を5人も撲殺しているが、罪の意識も感じていない。ぬいぐるみが好きという少女らしい一面も見せるが、ストレス発散のために当り散らして壊し、鬱憤を晴らす道具としても使っている。
不要な情報として母親に関する情報を知らされていなかったが、それゆえに母親へ過度な期待を抱いており、母に会うことを当初の望みとして動いていた。その後、ファーザーから情報を聞き出し、遺伝子上の母に当たる玲奈に会いに行くが、同じく彼女の娘である梨穂子（遺伝子上の姉に当たる）が傍にいたことで烈しい憎悪と殺意に支配され暴走し、母である玲奈を殺害。同時に自身も重傷を負い、行動不能になったところを西田に回収された。
それ以後、精神面が大きく変化。欲しい物は自分自身の力で手に入れるものだと考えるようになり、またネオジーンである自分達が選ばれた存在であると考えるようになった。同時に三色の髪を黒一色に染めた。疎ましく感じていたファーザーを殺害しナソエフの代表に就き、ウィッチブレイドを奪取せんと雅音に闘い挑んだが、雅音に母親である玲奈の幻影を見出し、そのまま貫かれ結晶化して消滅する。真に欲していたのは力ではなく、母親の愛であった。
西田りえ（にしだ りえ）
声 - 玉川紗己子
ナソエフの次世代クローンブレイド開発や、まりあらが所属する装着者候補育成機関の責任者。役職は主任。
まりあには多大なる期待を持っており、訓練中に他の候補生がその犠牲になろうとも、形式的にはたしなめるも、むしろ特別扱いして増長させている。研究のためなら倫理を簡単に踏み越えてしまう面があり、ファーザーと同じ、あるいはそれ以上にマッドサイエンティストとしての気が強い。
実は導示重工の和銅と通じており、報酬と引き換えに、今までナソエフの研究機関で得たクローンブレイド等に関する情報などを彼に漏らしている。さらに、ファーザーの遺伝子しか使用できないことに限界と不満を感じたことで、独断で新たなネオジーンの開発を画策。まりあに刺され死にかけていた古水に無情に告げた。
ファーザーの死後はまりあの元で働くが、まりあのやり方にも不満を感じており、必ずしも服従していたわけではなかった。最後は新たな形態に進化して力を奮っていたウィッチブレイドのデータ収集に夢中になり、ウィッチブレイドに引き寄せられて来たアイウェポンに車ごと轢かれ爆死した。
都築栞（つづき しおり）
声 - 伊藤静
玲奈の部下のネオジーン。設定年齢24歳。血液型はB型。快活な性格。着衣する服のせいで目立たないが、設定では雅音以上のバストサイズを誇る。ウエストは56cm、ヒップは86cm。身長は163cm。体重50kg。玲奈と共に雅音と対峙した。ウィッチブレイド発動時は青い装甲に三日月状のブレードを武器として使用する。
レズビアンであり、玲奈の使用済みのティーカップにキスするなど、玲奈に対し尊敬や愛情を超えた烈しい想いを一方的に抱いていた。他のクローンブレイド同様、変身時には好戦的・挑発的な言動が多い。
物語の進行に伴い、装着したクローンブレイドの影響によって精神が蝕まれ、自らの欲望を満たすために人を無差別に襲うなどして暴走を始めた。最終的には戦闘（殺人）本能を満たすために雅音たちを襲撃し圧倒するが、その最中に肉体が崩壊し砕け散った。その後の粉末状となった遺骸は瀬川によって回収され、玲奈に返還を要求されるが、鷹山に頑として拒否された。
ノーラ
声 - 弓場沙織
古水の秘書を務めるネオジーン。年齢27歳。身長180cm。体重55kg。血液型はAB型。知的で無表情。クローンブレイド変身時はベアークローのようなブレイドが主な武器。
6年前、玲奈によって強奪されたウィッチブレイドを回収するため、投入されたアイウェポンに対しネオジーンを率いてこれを迎え撃つ。このアイウェポンとネオジーンの衝突が引き金となってウィッチブレイドの眠っていた力が目覚め、大震災を引き起こしてしまった。
玲奈に代わりウィッチブレイド奪取の任を受け、梨穂子を誘拐しようとするが、梨穂子を守ろうとする玲奈と戦うことになり、圧倒され体を貫かれて結晶化し息絶えた。
あおい
声 - 小野涼子
まりあに忠誠を尽くし身の周りの世話をする、同世代のネオジーン。まりあには特に目を掛けられており、彼女がナソエフ新理事長に就任してからは秘書的な存在となる。
新理事長に就任したまりあの命で組織の掌握の妨げと成り得る第一世代のネオジーンの粛清を行う。続けてウィッチブレイド奪取のため雅音に闘いを挑むが、まりあが傷つけられたことに逆上し、激昂のあまり繰り出した乱雑な連続攻撃の隙を突かれて貫かれ絶命した。
あさぎ
声 - 渡辺明乃
まりあの命により、あおいが彼女たちが過去に所属していた養成機関から抜擢した姉妹。しかし忠誠を尽くす気は無く、なんとなく従っている。普段は気怠げで無口かつ、感情をあまり表に出さないが、実は毒舌家。まりあを「大人のふりした子供」と評するなど核心を抉る言葉を時折発するため、まりあやあおいにはかなり眉をひそめられていた。
まりあ・あおいと共にウィッチブレイド奪取に向かうが、ウィッチブレイドを求める理由を雅音に問われて答えられなかったまりあを嘲笑したため、彼女の逆鱗に触れ戦うことなく粛清された。

### 奈月ビルの住人たち
児童福祉庁の“保護”から逃れた梨穂子が斗沢と出会った後に一時匿われた、うらぶれた雑居ビル・“奈月ビル”に住む、少し変だが気のいい住人達。現在は天羽母娘もここに住んでいる。このビルは周辺地域の再開発で1年後に取り壊しが決まっているが、ひとまずは和気藹々と住人同士のお付き合いを楽しんでいる。なお奈月ビルの所在地は「東京都中央区銀座5丁目13番地」であり、地番自体は実在している。
斗沢祐介（とざわ ゆうすけ）
声 - 松風雅也
年齢26歳。フリーカメラマン。奈月ビルに仕事場兼ザコ寝場を借りている。雅音母娘とはひょんなことから縁を持ち、奈月ビルに母娘が住むようになってからは取材対象として付き合いがある。取材の対象として雅音を気にかけているため、周囲の人物からは雅音に気があると思われている。愛車はフォード・マスタング。
かつては優れた風景を撮る才能を持つ写真家だったが、都外へ撮影旅行中に震災が発生し、自身は被災を免れたものの家族や恋人を失ったことで意気を喪失、現在はもっぱら三文週刊誌に特ダネを売り付けて生活している。ネタのためなら警察無線を盗聴して犯罪現場に無許可で潜入し写真を撮ることもしばしばなため、警察からは蛇蝎のごとく嫌われるトップ屋に成り下がっている。デジタルカメラを毛嫌いし、アナログカメラであるNikon F2とライカM2を愛用している。
特ダネとして東京で最近連続発生している奇怪な殺人事件を追う過程で雅音がウィッチブレイド装着者であることを知る。雅音に対し取材を迫り、雅音から真相を聞き出すことには成功したが、1年間はウィッチブレイドに関しての記事公表を凍結することを独占取材の条件として半ば強引に約束させられてしまう。以降は取材時などに天羽母娘の危機を何度も救う活躍を見せた。
後に、鷹山から雅音の肉体が崩壊を始めている事を告げられる。導示重工の捏造報道によってウィッチブレイド発動体の雅音がエクスコンとして報道された際には、昔なじみの佐々木恭子（声 - 湯屋敦子）の協力を得てネオジーンやアイウェポンに関する取材内容を世間に暴露し、必死に戦う雅音への汚名をすすぐ。
奈月マリ子（なつき マリこ）
声 - 伊藤舞子
恰幅のいい体格の“奈月ビル”・中年女性オーナー。1階でバー“Marry's Gallery”の店長。梨穂子は雅音と再会後にこのビルに空室があることを知り、すったもんだの末にこのビルに母娘で住むようになる。長年社会の辛酸を舐めたせいか、人を信じない傾向があるが、梨穂子の天真な性格に少し心を許しつつある。震災前は画廊を営んでおり、写真家であった斗沢とはこれが縁で知り合っている。画廊は経営が傾いたためにバーへ改装し、今に至っている。
バーのママという職業柄料理が得意で、ビル住人たちの食事の世話もしていたが、最近は梨穂子の料理のほうが評判良く、お株を奪われた格好。チョーさんの心ない一言が原因でライバル心に火が点き、大人気なく梨穂子に料理対決を挑むが、結果的には互いに実力を認め、良き間柄になる。
チョーさん
声 - 樫井笙人
本名不明。年齢70歳。住居としては借りられないはずの奈月ビルになぜか長年住まう、謎の「ファンキーでちょっぴり“スケベ”」な老人男性。雅音母娘を気に入り奈月ビルに住めるように尽力し、その縁で梨穂子とは仲が良く孫のようにかわいがっている。1970年代系の流行語を多用するギャグ色の強いキャラクターである。その好色家ぶりはいまだなお10代、20代の女性を求めるほど旺盛だが、女性に言い寄るためについた大金持ちなどの嘘がばれ、最後は見限られてしまうことが多い。
正体はインターネットを介した裏の世界の情報通で、斗沢から情報提供の依頼を受けた際は瞬く間に依頼の情報を割り出すなど、単なる“スケベジジイ”ではない腕を見せている。人情にも厚く、雅音の真実を知った時にはショックのあまり号泣し、少しでも彼女の心の負担を取ろうと気遣っている。
ナォミ
声 - 伊藤実華
奈月ビルの住人にして、マリ子のバーの一角を借り受けて営業している若き女占い師。筮竹による易学を得意とする。
占い師としての能力は確かで、容姿も端麗であるが、「人見知りが激しい」という職業上致命的な欠点があるため、本業は開店休業中。
自身の名前を“ナオミ”と、フラットな発音で呼ばれることを激しく拒絶し、「“ナォミの『ォ』の字は小文字の『ォ』だ」と泣きながら主張するも、しばしば間違えられ落ち込む。その上たまに珍妙な衣装をスタイリスト気取りのチョーさんに着させられる。
雅音の運命を占った時は、一瞬表情を曇らせた後結果について言葉を濁しており、悪い運命が見えていることを暗示していた。
マイケル
声 - 桐井大介
奈月ビルの住人の一人である大柄な男性。無口で奈月ビルの人々の中では最も登場頻度が低いため、近寄りがたい雰囲気を醸しているが気は優しくて力持な巨漢。
本編の序盤で「なんかの事務所に入ったんだよな」とチョーさんに言われるシーンがあるが、中盤までタレント事務所に所属していることを誰も知らなかった。露出媒体は不明だが、特に若い女性の間で知名度と人気の高いタレントであるらしい。

### その他
中田哲（なかた あきら）
声 - 三宅健太
一連のエクスコン（後述）絡みの猟奇殺人事件を担当する警視庁刑事部捜査一課特捜6係の刑事。不健康な表情で常に汗をかいており、自前の扇子で仰ぎながら現場検証する姿が多く見受けられる。その手腕を買われ、本来は管轄外である事件まで担当しているが、当人は未だ犯人がエクスコンとは気付いていない。
彼の担当事件を執拗に取材する斗沢を目の敵にしており、一度留置所へ拘束したことがある。かつて自殺した部下を本人の名誉を守るために情報を改竄して、公務中に銃撃されて殉職したことにするなど部下想いの一面も持つ。
桜井聡子（さくらい さとこ）
声 - 笹森亜希
児童福祉庁の中年女性職員。役職は主任。ピンク色のスーツが特徴的。職務に忠実であり、雅音達が東京へ逃れて来た際、雅音が梨穂子を安定的に養う手段がないと判断し、児童保護法に則り強引に梨穂子の保護を図る。12話において天羽母娘のDNA鑑定結果通達を行った際も雅音が育ての親となってきた経緯に一定の理解を示すも、法に基づいて実母の玲奈へ梨穂子を引き渡すよう強要する。
物語終盤でアイウェポンが東京に襲来した際には、児童福祉庁の施設への一般市民の避難誘導を行う姿が確認できる。
船長
声 - 飯島肇
震災により海没した旧市街地域で漁船を動かしている壮年の男性。雅音と梨穂子が児童福祉庁の施設を出て東京に逃れて来た時と、もし逸れた時のための待ち合わせ場所に指定した孤島と化した東京タワーへ梨穂子が渡る時に善意で船を使わせた。
チョーさんとは知り合いで、DNA検査による親子関係の結果が出た後、梨穂子を保護するために来た児童福祉庁から逃れた2人を匿った。飼い犬には名前がなかったが、初対面から懐かれた梨穂子がぶん太と命名した。

### エクスコン
ハンマー男
声 - 田中一成
第1話に登場。素体となった人間は強面の男性。
頭部の巨大なボルトを限界まで引き絞った後、対象を押し潰す。当初は留置所に大人しく拘束されていたが、雅音の存在を感知して暴走し、警官数名を殺害して迫るも覚醒した雅音に瞬殺される。
電子レンジ男
声 - 檜山修之
第3、4話に登場。素体となった人間は肥満体型の不気味な男性。｢温めたい｣が口癖。
体内から伸ばすアームで獲物を拘束して取り込んだ後、電子レンジの要領で加熱して焼き殺す。量産型であるため作中では計4体登場している。
トラップ男
声 - 檜山修之
第5話に登場。素体となった人間は厚手のベストを着た細身の男性の姿をしている。
凍結液を噴射して獲物を凍結させた後粉砕することを好む。
バキューム男 / 村木猛士（むらき たけし）
声 - 広瀬正志
第8、9話に登場。素体となった人間は中田の元部下であった巡査の男性。生前はとあるラジオ番組のDJのファンであったが、彼女を危険なファンから守った際にストーカーとして訴えられてしまい、精神的に追い詰められた末に自殺した過去を持つ。
獲物に組み付いて両腕のトゲを突き刺した後、血液を吸収してミイラのように干からびさせて殺害する。普段は温厚な性格で、自身の暴走に罪悪感を抱いており、破壊されることを望んでいた。偶然出会った梨穂子と親しくなるが、最終的に雅音に倒される。

## 用語
ウィッチブレイド
選ばれた女性のみが装着できる「最強の武器」。かつてはクレオパトラやジャンヌ・ダルクもその担い手であったと言われる。意思を持っており、非装着状態では鎧のようなガントレット状であるが、適合者を発見すると赤い触手を以って捕捉し、強制的に適合者の体内に侵入して身体に定着するといった、さながら寄生のような装着手段をとる。適合者であっても乳児のような身体が未発達の場合には装着することができず、概ね10代後半以上の女性が装着することができる。通常はコアと呼ばれる心臓部があるブレスレットの形態を取っているが、戦闘形態に変身すると全身が生体装甲と刃で覆われるほか、髪色や目の虹彩、強膜が変色するといった異形の姿となり、驚異的な戦闘力・耐久力を発揮する。装着者が着ていた衣服は装甲の一部へと取り込まれて、装着解除後に元の形態を回復する。血液はアイウェポンと同様、白く白濁している。戦いを求めるその衝動は性的欲望にも似ており、戦う相手が強ければ強いほどウィッチブレイドの心は満たされ、自身が窮地に追いつめられることになっても、それすら快感となる。
しかし、装着者はその強さと引き換えにやがて精神を破壊し、最後は肉体すらもガラス細工のように粉々に砕け散る「結晶崩壊」を起こしてしまう。これは、ウィッチブレイドを元に人工的に造られたクローンブレイドにも同じことが言える。一度装着するとそれ以降外すことはできず、たとえ持ち主が破壊を試みてもブレイド自体が自己防衛を行う。ブレイドが離れる時、それは持ち主が死亡（結晶崩壊を含む）した時のみである。
有史以来ありとあらゆる国家、集団、人物の手に渡り、本編の20年前に沖縄（小説版の項を参照）で導示重工によって回収された後、導示とNSWFの間で共同研究がなされていた。NSWF研究員の蘇峰玲奈がウィッチブレイドを持ち出し、同日に発生した大震災により行方不明となっていたが、ウィッチブレイド自身が天羽雅音を適合者として選び、強制装着していた。6年後、雅音が梨穂子とともに東京を訪れ、これにエクスコンが反応したことからウィッチブレイドが覚醒状態となり、その所在が明らかとなった。その後、雅音が契約したことにより再びウィッチブレイドは事実上導示重工の手に戻り、敵対組織であるNSWFに幾度となく奪取されかけることとなる。
ウィッチブレイド
主人公の天羽雅音が右手首に装着しているオリジナル。コアは赤く、主に右腕に収納されたブレードを使う。初めてエクスコンと遭遇するまでは皮膚にうっすらタトゥー様の紋様があるだけだったが、発動後はブレスレット状に変化した。覚醒当初の発動はエクスコンやネオジーンなど強者の気配を察知した時のみで、装着者の意思では発動しなかったが次第に力や快楽を制御し、ほぼ任意で発動できるようになった。アルティメットブレイドを装着した八木との戦闘の最中に装着者である雅音が身体の危険に晒されたことに反応し、バージョンアップした。バージョンアップによってコアが2つになり戦闘能力が大幅に上昇したが、装着者にかかる負担はさらに増大し、身体の限界を迎えた雅音は最終的に味覚すらも失った。
クローンブレイド
ナソエフがオリジナルウィッチブレイドの組織を利用して開発したウィッチブレイドの人工的コピー。蘇峰玲奈やまりあなどの遺伝子操作によって作られた適合者「ネオジーン」達の為に複数種が開発されている。また次世代のネオジーンに合わせてその都度改良されている。オリジナルと異なる点として、兵器としての運用上暴走時以外は装着者の任意によって安定的に発動させることが可能なことが挙げられる。また、オリジナルとは対照的にコアの色が青く、全員が共通して左手に装着している。
コピーながらたびたびオリジナルを上回る力を発揮したが、その分装着者への負担も大きく結晶崩壊を起こすまでの期間も短い。また、オリジナルウイッチブレイドとは違い戦闘中にバージョンアップすることはできないが、物語終盤において西田がさらに能力を向上させた現行クローンブレイドの上位互換モデルを開発している。バージョンアップしたオリジナルと同様にコアが両腕に出現し、従来の装甲に覆われるような形での発動ではなく、皮膚の色ごと変化するような変身となっている。
アルティメットブレイド
導示重工のバイオ局が開発したウィッチブレイドとアイウェポンの特性を併せ持った兵器。ナソエフから提供されたウィッチブレイドやクローンブレイドの情報を元に造られており、それらと異なり男性でも装着可能なことが大きな特徴。外見はアイウェポンの兵器形態時に近い。適合値に関係なく誰でも装着可能でもあるが、訓練を受けていない人間が装着すると制御ができずに暴走して、僅か数日で結晶崩壊してしまう。
開発責任者である和銅は商業的な成功を確信していたが、人そのものを兵器と化すアルティメットブレイドは、戦場のニーズから大きく逸脱していたため、ほとんど売れなかった。
アイウェポン（I-weapon） / エクスコン(eX-con)
6年前の“大震災”以後、東京で頻発するようになった猟奇的連続殺人事件を行っていた存在。物語当初における“敵”的存在の一つである。アイウェポンとは導示重工の主力商品として開発された自立型兵器シリーズの総称であり、猟奇的殺人を行っていたのは欠陥商品のエクスコンである。その他、アイウェポンのノウハウを使いナソエフの西田が改良したのがIUウェポンである。
そのタイプは多種多様であり、戦車のように砲塔や機銃を搭載したノーマルなタイプを始め、敵兵士を捕獲して各個体に搭載された装備により圧死、焼死あるいは凍死などの残虐な方法で殺害するような特殊戦闘に特化したタイプも多く存在する。ただし、後者のような特殊タイプのほとんどはエクスコンとして暴走の恐れがある個体とされており、実際に量産・販売されているのは前者のようなノーマルタイプである。第12話の導示重工による雅音奪還作戦の際には、量産型と見られる全く同じ容姿をした2タイプのアイウェポンの集団が登場している。
アイウェポンは人間の死体を材料としているため、相応の知能と人間に擬態できる能力を有している。体液は粘度の高い白濁色の液体。なお、アイウェポンに加工される契約は、当人が生前に交わすか、死後に遺族が契約することによって行われ、導示重工が相当な金額を払うことで了承される。開発当初は倫理上の問題から死刑囚の死体が素体として用いられていたが、生前の能力が高いほど優秀な個体となることが判明してからは、警官や軍人などの素体が使用されるようになった。「エクスコン(eX-con)」とは前科者を意味する「ex-convict」に由来し、重犯罪者たちがその素材となったことにより欠陥を引き起こしていることから命名された。
女性やナソエフのネオジーンを見つけた場合は最優先で狙い、暴走（兵器形態化）することが多い。その理由は良い匂いがすることのほかに、生前の記憶が原因となっている模様。そのため、快楽殺人のように殺戮を行う個体がいる一方で、自我を残し自身の行動に恐怖を覚える個体も存在する。
エクスコンもアイウェポンもウィッチブレイドの量産化の副産物であるため、女性は実験対象になっておらず、男性のみとなっている。
導示重工は“大震災”以前から『アイウェポン』を開発していたが、一部個体のシステムに致命的な問題が発生したため開発を中止。しかし大震災時に研究施設が破損した結果、エクスコンは流出してしまった。エクスコンは、普段は人に擬態できるために発見されにくく、導示重工は回収に手間取っていた。さらに悪いことにエクスコンは原因不明の暴走を始め、人を殺傷するようになってしまった。そのため導示重工の鷹山は、偶然に一体のエクスコンを破壊した雅音に、残りのエクスコン回収を依頼した。
蘇峰玲奈とまりあとの戦闘時に、その力に引き寄せられ、各地に分散していたエクスコンが集まって来たため一網打尽に全ての回収を完了し、一応の事態の収拾を見た。
アイウェポンを改良したIUウェポンはウィッチブレイドの回収に特化した機種であり、ブレイドを直接掴み取って強奪するような行動をとる。
ネオジーン（Neo-Gene）
ナソエフが人工的に誕生させたクローンブレイドの適合者である女性たち。ナソエフ内部では「姉妹」と呼ばれている。女優やモデルなど容姿の優れた女性からDNAを採取し、さらに古水の遺伝子を掛け合わせているため、ネオジーンの第一世代に当たる玲奈やノーラなどほぼ全員が古水と血縁関係にある。一方で、第一世代に次ぐさらなる改良集団であるまりあやあおいなどの第二世代は研究の行き詰まりを感じた西田主任の裏切りにより、古水の遺伝子が使用されていない。ネオジーンの中でも容姿・能力が秀逸な者は古水の秘書として重用されており、それ以外の者は研究員などNSWF一般職員として従事している。NSWFの戦闘員でもあり、オリジナルウィッチブレイド奪取の先鋒として天羽母娘を阻む場面が多く存在する。
人工的に生み出された人間であるため、外見上の年齢に反して実年齢は極端に若く、第二世代ネオジーンは10代半ばの外見に対し、実際には4～5歳程度である。
児童福祉庁
震災によって生起した児童数の減少や震災孤児の問題に対応すべく児童の保護と健全な育成を企図して設置された省庁。本庁は北千住に所在。震災後に法制化された「児童保護法」に基づき生活環境の芳しくない児童の保護や経済状況の厳しい家庭向けの寮を運営するなどの活動を行っており、強制執行の権限も与えられているためときには強引な手段により保護を実施することもある。厚生労働省の外局にあたるが、その発足の経緯やNSWFとの癒着の実態から公的機関にもかかわらずNSWFの傘下と揶揄されることもある。作中では、天羽母娘を児童保護法違反として行方を追っている。
東京大震災
物語開始の6年前に東京都内で発生した巨大直下型地震であり、都内全域が壊滅的な被害を受け、沿岸部の大部分が海没した。この震災により戸籍等記録の多くが失われ、主に子供や高齢者の「ロストID」なる身元不明者が多数発生しており、そういった者は政府から新たな戸籍情報を与えられて生活している。天羽母娘もその一つであり、雅音が持っていた母子手帳により天羽姓での生活が許可された。
震災の発生原因はウィッチブレイドを研究所から奪取した玲奈とそれを追うNSWFのネオジーン、導示のアイウェポンの3者で勃発した戦闘によるウィッチブレイドの覚醒であり、地形が大きく変化するほどの強大な衝撃波が生じたことによる。蘇峰玲奈が逃亡の末に追い詰められた箱崎ジャンクション付近の高速道路上で発生し、この地点がナルポイントとよばれる震源地となった。この事実は公になっておらず、あくまで自然災害によるものとされている。
ナルポイント（Null-Point）
大震災の震源地とされる特に被害が甚大であった日本橋箱崎町付近の地域。震災時に現地に居合わせた市民のほとんどが死亡したとされる。地盤が大規模に陥没しており、現在では水没したり、島嶼状になった旧市街の街並みが広がっているが、被災者たちが集まって市場を形成したり、半壊した建物に居住している者も見受けられる。
前述のようにウィッチブレイドが覚醒した場所であり、運よく生き残っていた雅音はウィッチブレイドに偶然遭遇し、装着させられた。
東京タワー
かつての東京を象徴した赤い電波塔。震災によって塔が傾き、周辺地域の海没により孤島と化している。震災後の現在にあっても観光名所であるようで、内部の施設も営業を続けており、傾いたままライトアップがなされている。本作の随所に登場する印象的な建造物であり、第1話及び第3話における雅音と梨穂子の待ち合わせ場所となったほか、第24話での最終決戦の場ともなるなど重要な要素となっている。

## スタッフ
- 原作 - Top Cow Productions[3]
- 監督 - 大橋誉志光[3]
- シリーズ構成 - 小林靖子[3]
- キャラクターデザイン・総作画監督 - うのまこと[3]
- 設定考証・コンセプトデザイン - 小倉信也[3]
- デザインワークス - 松原一之
- 色彩設計 - 佐藤祐子
- 美術監督 - 東潤一
- 撮影監督 - 木下陽方
- 編集 - 廣瀬清志
- 音響監督 - 明田川仁[3]
- 音楽 - 宅見将典[3]
- メインタイトルデザイン - 鎌田誠
- エグゼクティブプロデューサー - 梶田浩司
- プロデューサー - 岡崎剛之、稗田晋、永井理
- アニメーション制作 - GONZO[3]
- 製作 - 中部日本放送、スカパー・ウェルシンク、GDH

## 主題歌
オープニングテーマ
「XTC」（第1話 - 第13話、第24話）
作詞・作曲：YOFFY / 編曲：大石憲一郎 / 歌：サイキックラバー
「Dear Bob」（第14話 - 第23話）
作詞・作曲：AKIO / 編曲・歌：KOOLOGI

エンディングテーマ
3曲とも、歌詞に「手」が含まれている。
「あしたの手」（第1話 - 第12話）
作詞・作曲・編曲：橋本由香利 / 歌：能登麻美子
「靴ひも」（第13話 - 第23話）
作詞：asami / 作曲：山沢大洋 / 編曲：武藤星児 / 歌：山本朝海
「鼓動 -get closer-」（第24話）
作詞・作曲：YOFFY / 編曲：大石憲一郎 / 歌：サイキックラバー

インターネットラジオ『ウィッチブレイディオ』主題歌
「Spring Summer, Fall」
作詞：山野裕子、橋本由香利 / 作曲・編曲：橋本由香利 / 歌：能登麻美子 & 神田朱未（雅音 & 梨穂子）

## サウンドトラック
WITCHBLADE Original Soundtrack "Sexual Panic"
型番：COCX-33792 / 発売日：2006年7月26日
WITCHBLADE Original Soundtrack "Dazzling War"
型番：COCX-33898 / 発売日：2006年9月20日

## 各話リスト
| 話数 | サブタイトル | 脚本     | 絵コンテ            | 演出                    | 作画監督          |
| ---- | ------------ | -------- | ------------------- | ----------------------- | ----------------- |
| 1    | 始           | 小林靖子 | 大橋誉志光          | 土屋浩幸                | 鈴木信吾          |
| 2    | 惑           | 小林靖子 | 藤森カズマ          | 林直孝                  | 関口雅浩          |
| 3    | 抗           | 小林靖子 | 関野昌弘            | 安形裕篤                | 小林利充          |
| 4    | 動           | 小林靖子 | 小林孝嗣            | 小林孝嗣                | 藤井真澄          |
| 5    | 探           | 小林靖子 | 杉島邦久            | 国崎友也                | 実原登            |
| 6    | 変           | 小林靖子 | 佐野隆史            | 嵯峨敏                  | しんごーやすし    |
| 7    | 過           | 小林靖子 | 西森章              | 徳本善信                | 岡辰也            |
| 8    | 互           | 小林靖子 | 田中孝弘            | 友田政晴                | 鈴木信吾          |
| 9    | 哀           | 井上敏樹 | 藤森カズマ          | 久保山英一              | 中野彰子          |
| 10   | 交           | 小林靖子 | 森田宏幸            | 林直孝                  | 小島彰            |
| 11   | 危           | 小林靖子 | 名村英敏            | 川崎満                  | 日向正樹          |
| 12   | 囚           | 小林靖子 | 小林孝志            | 小林孝志                | 小林利充 山中正博 |
| 13   | 別           | 小林靖子 | 佐野隆史            | 岡崎幸男                | 藤井真澄          |
| 14   | 家           | 吉村清子 | 森田宏幸            | 高橋正典                | Shuzilow.HA       |
| 15   | 絆           | 小林靖子 | 藤森カズマ          | 信田ユウ                | 鈴木信吾          |
| 16   | 憩           | 吉村清子 | 嵯峨敏              | 嵯峨敏                  | 金子ひらく        |
| 17   | 錯           | 小林靖子 | 友田政晴            | 友田政晴                | 小島彰            |
| 18   | 転           | 吉村清子 | 西森章              | 浅見松雄                | 小林利充          |
| 19   | 思           | 小林靖子 | 佐野隆史            | 林直孝                  | 藤井真澄          |
| 20   | 願           | 吉村清子 | 関野昌弘            | 関野昌弘                | 山中正博          |
| 21   | 誓           | 吉村清子 | 名村英敏            | 小林孝嗣                | 坂崎忠            |
| 22   | 告           | 小林靖子 | 千明孝一            | 信田ユウ しんごーやすし | しんごーやすし    |
| 23   | 乱           | 小林靖子 | 藤森カズマ          | 友田政晴                | 小林利充 小島彰   |
| 24   | 光           | 小林靖子 | 森田宏幸 大橋誉志光 | 林直孝                  | うのまこと        |

次回予告は、雅音と梨穂子の手紙のやりとりの形をとっている。

## 放送局
| 放送地域   | 放送局        | 放送期間                | 放送日時                     | 放送系列   | 備考                     |
| ---------- | ------------- | ----------------------- | ---------------------------- | ---------- | ------------------------ |
| 中京広域圏 | 中部日本放送  | 2006年4月6日 - 9月21日  | 木曜 1:45 - 2:15（水曜深夜） | TBS系列    | 製作局                   |
| 関東広域圏 | 東京放送      | 2006年4月8日 - 9月23日  | 土曜 2:25 - 2:55（金曜深夜） | TBS系列    |                          |
| 日本全域   | AT-X          | 2006年7月8日 - 12月16日 | 土曜 10:00 - 10:30           | CS放送     | 通常版、リピート放送あり |
| 日本全域   | Hulu          | 不明                    |                              | ネット配信 | オリジナル解禁版         |
| 日本全域   | dアニメストア | 不明                    |                              | ネット配信 | オリジナル解禁版         |

## DVD/Blu-ray
DVD版
DVD版は各巻の初回版限定特典としてしんごーやすしの描き下ろしアウターケースと設定資料集が付属し、毎回封入特典としてブックレットが同梱されていた。なお、第6巻には前述の特典に加えて「ウィッチブレイド解体新書」が収録された特典DISCが付属、そしてDVD-BOX版にはウィッチブレイドのドラマCD及びウィッチブレイディオリターンズを収録した特典CD-ROMが付属している。
| 巻  | 発売日         | 収録話          | 規格品番  | 規格品番 |
| 巻  | 発売日         | 収録話          | DVD初回版 |          |
| --- | -------------- | --------------- | --------- | -------- |
| 1   | 2006年7月26日  | 第1話 - 第3話   | GDDS-1121 |          |
| 2   | 2006年8月23日  | 第4話 - 第6話   | GDDS-1122 |          |
| 3   | 2006年9月27日  | 第7話 - 第9話   | GDDS-1123 |          |
| 4   | 2006年10月25日 | 第10話 - 第12話 | GDDS-1124 |          |
| 5   | 2006年11月22日 | 第13話 - 第15話 | GDDS-1125 |          |
| 6   | 2006年12月20日 | 第16話 - 第18話 | GODS-1126 |          |
| 7   | 2007年1月24日  | 第19話 - 第21話 | GDDS-1127 |          |
| 8   | 2007年2月28日  | 第22話 - 第24話 | GODS-1128 |          |
| BOX | 2007年3月26日  | 第1話 - 第24話  | GODS-1129 |          |

Blu-ray版
放送から10周年を迎える2016年にリリースが決定した「Anniversary」版。1枚のブルーレイディスクに全24話が収録されている。
| 巻          | 発売日        | 収録話         | 規格品番      | 規格品番 |
| 巻          | 発売日        | 収録話         | Blu-ray初回版 |          |
| ----------- | ------------- | -------------- | ------------- | -------- |
| Anniversary | 2017年4月26日 | 第1話 - 第24話 | FFXC-9005     |          |

## ウィッチブレイド丈琉
『ウィッチブレイド丈琉』は、『チャンピオンRED』にて連載された本作の漫画版である。脚本はアニメ版のシリーズ構成も務めた小林靖子、作画は隅田かずあさである。英語版はトップカウより発売され、2008年ハーベイ賞の『Best American Edition of foreign Material』にノミネートされている。
外伝的位置付けの作品であり、アニメ版及び小説版へのつながりやNswFの存在など共通する点は少なからず存在するが、ウィッチブレイドなどの設定は大きく異なっている。アニメ版及び小説版ではエクスコンやクローンブレイドなどSF要素を含むのに対し、漫画版は「鬼」が登場するなど和風ファンタジー色の強いの作品となっている。時系列としては小説版の物語開始直前である。

### あらすじ
鬼匿村（きかくしむら）にある尼寺の娘である女子高生・茨木丈琉は毎夜、寺の蔵に封印された「鬼の手」と呼ばれる呪具に取り憑かれる悪夢を見続けていた。ある日、その「鬼の手」を狙う異形の集団「鬼」が寺を襲撃し、彼女の家族が重傷を負ってしまう。そして、鬼に捕捉された丈琉の命の危険に反応した「鬼の手」は彼女に装着し、本能のままに襲撃者を惨殺する。この事件を発端として丈琉とその「鬼の手」奪取を目論むあらゆる集団から村と家族を守るための戦いが始まる。

### 登場人物
茨木丈琉（いばらき たける）
鬼匿村の秋明寺に住む女子高生で本作の主人公。寺という環境で育ったため、生真面目かつ敬虔な仏教信徒である。幼少期から蔵にある「鬼の手」と呼ばれる封印されたウィッチブレイドに近づくことを禁じられていた故に長年興味を持ち続けてきた。ウィッチブレイドの略取で鬼に襲撃された際に装着することになる。
ウィッチブレイドの適合者である理由は、古来村にいたとされる鬼の血を受け継いでいるためであり、これを知った丈琉はウィッチブレイドの暴走により本当の「鬼」になったときは自身を殺害することを鋼に懇願している。発動時は緑色の装甲を発現し、殺戮(破壊)衝動や性的興奮だけでなく食人衝動も喚起されるため、敵対者により殺害された人間の死体を食そうとする描写も存在する。
「丈琉」という名前はウィッチブレイドが女性にしか装着されないことを踏まえ、「鬼の手」に魅入られないよう彼女の母親が敢えて男性風に命名したものである。なお、設定上の名前の由来は茨木童子。
水元鋼（みなもと こう）
丈琉の幼馴染の男子高校生。かつて交通事故により左手の皮膚の大部分が剥離する重傷を負った際に、丈琉の志願により彼女の皮膚を移植して回復した。これにより丈琉が潜在的に持っていた鬼の特性が左手にのみ宿っている。丈琉の身を常々気にかけており、彼女の戦闘を自ら援護したり、ウィッチブレイドが暴走しかけたときには身を挺して抑えようとした。村に伝わる鬼退治伝説の家系とされており、ウィッチブレイドの発動後、彼の父親から伝説が真実であることを伝えられ丈琉が暴走した際には代々伝わる「鬼斬刀」により殺害するよう厳命され、苦悩する。
名前は酒呑童子伝説において茨木童子の腕を切断した源頼光及び渡辺綱に由来。
風羅（ふうら）
太古の昔、鬼匿村に存在した鬼の末裔の娘。村の鬼退治伝承の通り、水元家により討伐され絶滅したが、米国政府の極秘プロジェクトにより生物兵器として現代に蘇る。倫理を顧みない実験の末、鬼の反乱により多数の研究員が犠牲になったためプロジェクトは放棄され、人類への復讐のため秘かに勢力を蓄えていた。「鬼の手」を「元々は我らの物」と称しており、復讐を遂げるために装着者である丈琉を狙う。
エリック・メイスン
米国防総省の副長官。ウィッチブレイドの奪取とかつて失敗したプロジェクトの後始末、すなわち鬼の殲滅を狙い暗躍する。終盤においては米海軍第7艦隊の空母打撃群を展開させ、村に対して大規模爆撃を実行する。
桜井（さくらい）主任
NswFの主任研究員。丈琉の通う高校の司書として潜伏し、ウィッチブレイド装着者の確保を企図している。利害の一致から米国政府とは協力関係にあるが、後にエリックの目論見を知った後は丈琉らを救うために奔走する。

## ウィッチブレイド LOST GENERATION 碧の少女
アニメ放映中の2006年8月に徳間書店より出版されたウィッチブレイドの外伝小説である。時系列としては漫画版より後、アニメ版より前の物語が描かれており、アニメ版本編の20年前の沖縄を舞台に、雅音より前のオリジナルウィッチブレイド装着者や導示重工がウィッチブレイドを手に入れた経緯などが語られている。物語の内容についてはアニメ版本編との直接的な繋がりはないが、本作の結末がアニメ版の第一話へ繋がるよう整合性が図られており、終盤には若き日の鷹山も登場している。

### あらすじ
沖縄近海の離島・渡座名島。若くして原因不明の難病に冒され、南国の島で療養生活を送る病弱な少女・宮園優里は、島の祭りに参加するために秘かに療養所を抜け出した矢先に発作を起こし、瀕死の状態に陥ってしまう。死の淵で喘ぎ苦しむ優里の前に雷鳴とともに海から現れたのは、奇妙なガントレット・ウィッチブレイドであった。そして、ウィッチブレイドが彼女を装着者として選んだことをきっかけに、ウィッチブレイドをめぐって在日米軍や日本政府など様々な組織の思惑が交錯していく。

### 登場人物
宮園優里（みやぞの ゆうり）
年齢15歳、身長156cm、体重38kg。本作の主人公の少女。生まれつき病原不明の重病に苦しんでおり、5歳の頃に出身地の東京を離れて渡座名島に移り、以来療養生活を続けている。外出もままならないほど病弱であり、島の高校に在籍はしているがほとんど出席できていない。主治医に参加を止められていた島の祭りであるニライカナイ祭に参加するために療養所を抜け出すが、祭りに向かう途上で発作を起こし、さらには鎮静剤を取り落してしまい生死を彷徨っていたところを彼女の生への渇望に呼応したウィッチブレイドに魅入られ、装着者となる。
ウィッチブレイドの装着後はその力により病状が劇的に回復したかに見えたが、寿命を消費して短期的な生命力を向上させているに過ぎないとの三島の推測を受け、自らの死を悟る。その後、島を危険に晒してでもウィッチブレイド奪取を目論む米軍に抗うべく戦いに身を投じる。
ウィッチブレイドの発動状態に抑えがたい快感を感じているが、一方で発動時における人格の変化に恐怖を抱いている。
幼馴染である知行を想い人として慕っている。
木瀬知行（きせ ともゆき）
渡座名島に住む高校生の少年。優里が島に移住してきたときから、幼馴染として付き添ってきている。
ウィッチブレイド発動態の優里と米軍のサイボーグ兵士との戦闘を目撃しており、当初は優里本人とは気づかずに「マムジン」と認識するが、後にサイボーグ兵士に連行されそうになった際に優里に助けられ、正体を知る。
優里に対して秘かに恋心を抱いていることもあり、誰よりも彼女の身を案じている。それゆえに彼女の窮地を救うために無謀な行動に出るなど、直情的な面が多く見受けられる。
三島治夫（みしま はるお）
内閣情報調査室の諜報員。ウィッチブレイドを確保すべく、装着者を探しに旅行者を装って渡座名島へ訪れる。
ウィッチブレイドの装着者が優里であることを早期に把握していた三島は優里と知行へ近づき、知行に警戒されるも、在日米軍のサイボーグ兵士部隊の襲撃を受けた際に知行に正体を明かした。優里に対して自分の任務を説明し、東京で政府の保護下に入るよう促した。
マイケル・ファインズ
在日米軍海兵隊キャンプ・トザナの司令。階級は少将。在日米軍司令部に隠れて、生命倫理を顧みない強化人間やサイボーグ兵士の開発を自身の基地で秘かに行っていた。サイボーグ兵士の性能実験中に「三号」と呼ばれる個体が暴走、その後森の中で死体となって発見されたことをきっかけにウィッチブレイドの存在を知り、優里の確保を目論む。ウィッチブレイドを奪取するためには島民や自らの部下の犠牲も厭わず、さらにはこれに対する米国や日本政府向けのカバーストーリーを用意し、隠蔽を画策するなど危険な思考を持っている。
ジョーゼフ・キトウ
兵器開発企業であるサイバー・ディベロップ社の社長。日系三世。ファインズとは旧知の仲であり、彼の協力の下で自社の商品であるサイボーグ兵士の性能試験をキャンプ・トザナで行っていた。
鷹山澪士（たかやま れいじ）
導示重工特殊機局所属の主任。年齢は20代半ば。アニメ版本編に登場した鷹山本人であり、青年時代が描かれている。若くしてウィッチブレイド捜索プロジェクトの任を受けているが、「極秘にガントレットを回収する」ことのみを導示本社から命令されており、この時点ではまだウィッチブレイドの全容を知らない模様。

## 書籍情報
- 『ウィッチブレイド 公式ビジュアルファンブック』ジャイブ、2006年10月、ISBN 4-86176-358-4
- 『ウィッチブレイド 設定資料集』ムービック、2006年
- 『ウィッチブレイド丈琉』 秋田書店〈チャンピオンREDコミックス〉、脚本：小林靖子、作画：隅田かずあさ、全2巻
  1. 2006年7月20日[28]、ISBN 4-25323-155-1
  2. 2007年3月20日[29]、ISBN 978-4-25323-156-5
- 『ウィッチブレイド LOST GENERATION 碧の少女』徳間書店、2006年8月、ISBN 978-4-19905-162-3